# Бастер Краббе
Бастер Краббе (англ. Buster Crabbe, 7 лютого 1908 — 23 квітня 1983) — американський плавець.
Олімпійський чемпіон 1932 року, бронзовий медаліст 1928 року.